# Jochen Metzger
Jochen Metzger (* 1969 in Karlsruhe) ist ein deutscher Wissenschaftsjournalist, Podcaster und Buchautor. Er lebt in Hamburg.

## Leben
Jochen Metzger wuchs in Graben-Neudorf (Baden) auf. Er studierte Philosophie und Allgemeine Rhetorik in Tübingen sowie Germanistik, Psychologie und Soziologie in Oldenburg (Magister). Seit 2008 arbeitet er als freier Journalist. Er schreibt überwiegend über psychologische Forschung, unter anderem für die Zeitschriften Psychologie Heute, P.M. Magazin und Geo.

## Schriftstellerische Tätigkeit
2011 erschien sein Buch Alle Macht den Kindern, das mit Hannes Jaenicke und Rebecca Immanuel in den Hauptrollen verfilmt wurde. Das Buch wurde ins Italienische und Koreanische übersetzt. 
2016 erschien sein Roman Und doch ist es Heimat, in dem Metzger die vergessenen Ereignisse in seinem Heimatdorf gegen Ende des Zweiten Weltkriegs verarbeitete.
2017 gründete Jochen Metzger die „total seriöse Schreibgruppe“. Zur Gruppe gehören oder gehörten u. a. Stefan Beuse, Isabel Bogdan, Cornelius Hartz, Andreas Moster, Anselm Neft, Katrin Seddig und Sebastian Stuertz.

## Podcast
Zusammen mit der Journalistin Barbara Lich und der Psychologin Muriel Böttger ist Metzger Host des Wissenschafts-Podcast Sag mal, du als Psychologin … Der Podcast stand 2022 auf Platz 1 der Audible-Hörbuch-Bestsellerliste.

## Auszeichnungen
- 2013: Expopharm-Medienpreis

## Werke
- Alle Macht den Kindern, Ostfildern 2013, ISBN 978-3-8436-0083-5
- Und doch ist es Heimat. Hamburg 2016, ISBN 978-3-499-27135-9
- Bullshit-Bingo Psychologie. „Hör auf Dein Bauchgefühl“ und andere Psycho-Mythen auf dem Prüfstand, Grünwald 2025, ISBN 978-3-8312-0652-0 (mit Jens Schröder)